# Cupido adamapuncta
Cupido adamapuncta är en fjärilsart som beskrevs av Johann Gottlieb Otto Tepper 1882. Cupido adamapuncta ingår i släktet Cupido och familjen juvelvingar. Inga underarter finns listade i Catalogue of Life.